# Clearview AI
Clearview AI è una società con sede legale negli Stati Uniti, operante nel settore IT che fornisce software di riconoscimento facciale, il quale - stando a quanto sostiene l'azienda stessa - viene commercializzato principalmente per le forze dell'ordine. La società ha sviluppato una tecnologia in grado di abbinare volti a un database di oltre dieci miliardi di immagini estratte da Internet, soprattutto, ma non solo, le piattaforme di interazione sociale. Fondata da Hoan Ton-That e Richard Schwartz, l'azienda ha mantenuto un basso profilo fino alla fine del 2019, quando è stato segnalato il suo utilizzo da parte delle forze dell'ordine.
Il software è stato usato dalle forze dell'ordine negli Stati Uniti per arrestare criminali. L'azienda ha ricevuto una multa di 20 milioni di euro per l'uso di dati vietati in Italia. Il suo algoritmo è tra i dieci migliori per il riconoscimento tra due immagini della stessa persona.

## Storia
L'azienda ha mantenuto un basso profilo fino Gennaio 2020 quando il The New York Times ha riportato "L'Azienda che potrebbe metter fine alla vita privata così come la conosciamo". Successivamente, quaranta organizzazione di tech e di diritti civili hanno inviato una lettera al Consiglio della Privacy e Diritti Civili degli Stati Uniti per spiegare le sue preoccupazioni verso il riconoscimento facciale, e chiedendo che il consiglio sospenda l'uso del riconoscimento facciale.

### Strategia di marketing
La strategia di marketing di Clearview è basata sull'assunto che la loro tecnologia di riconoscimento facciale ha portato ad una riduzione della criminalità. Oltre ad aver identificato terroristi. L'identificazione di quest'ultimi è stata inoltrata al quartier generale del dipartimento di polizia di New York, ma quest'ultimo ha dichiarato di non aver utilizzato quest'informazione per identificare gli indagati, sottolineando di non avere alcun rapporto istituzionale con Clearview, sebbene alcuni poliziotti lo utilizzino. Clearview afferma di aver risolto altri due casi a New York e 40 "cold case", affermando in seguito di averli inoltrati agli uffici competenti.
Alla compagnia è stato inviato un Cease and desist anche dall'ufficio del procuratore generale del New Jersey Gurbir Grewal, dopo aver incluso un video promozionale sul suo sito Web con le immagini dello stesso Grewal. Clearview ha affermato che la sua applicazione ha avuto un ruolo in un'azione della polizia del New Jersey, inoltre Grewal ha confermato di aver utilizzato l'applicazione per identificare un pedofilo. L'utilizzo di Clearview è stato vietato in tutte le 21 contee del New Jersey e il procuratore ha dichiarato che "dobbiamo avere una piena comprensione di ciò che sta accadendo e garantire che vi siano adeguate garanzie" prima di utilizzare prodotti simili. Tor Ekeland, un avvocato di Clearview, ha confermato che il video di marketing è stato rimosso lo stesso giorno.
Clearview sostiene che la loro tecnologia non è destinata al grande pubblico, ma è pensata esclusivamente per le forze dell'ordine, ma il loro materiale di marketing ha incoraggiato gli utenti a "scatenarsi" con il suo utilizzo, suggerendo di cercare familiari, amici e celebrità. Clearview ha anche indicato che potenziali clienti erano le compagnie di sicurezza private e che la loro applicazione era commercializzata anche nei casinò attraverso Jessica Medeiros Garrison, di Clearview. Clearview ha anche pianificato l'espansione in molti paesi, tra cui Brasile, Colombia e Nigeria, Paesi che Buzzfeed ha definito "regimi autoritari" tra cui Emirati Arabi Uniti, Qatar e Singapore, oltre a Italia, Grecia e Paesi Bassi, paesi europei che devono sottostare al GDPR.

### Accuratezza del software
Stando ai documenti di Clearview, l'applicazione avrebbe una precisione che oscilla tra il 98,6% e il 100% mentre il loro intervallo di confidenza standard è fissato al 99,6%. Clearview ha fornito al dipartimento di polizia di North Miami un documento, dell'ottobre 2019, dove indicava che utilizzava un protocollo basato sulla metodologia progettata da ACLU per testare Amazon Rekognition. Jacob Snow dell'ACLU ha risposto, affermando che il test di Clearview "non potrebbe essere più diverso dal lavoro dell'ACLU", sottolineando i difetti di precisione e la mancanza della reale metodologia e di pregiudizio razziale obiettando le conclusioni di Clearview e sottintendendo che l'ACLU considera Clearview uno "strumento di sorveglianza pericoloso e non testato".

### Perdita di dati
Nel febbraio 2020, numerose fonti hanno riferito che Clearview AI ha subito un attacco informatico, rendendo così pubblico il suo elenco clienti. L'avvocato di Clearview, Tor Ekeland, ha dichiarato che il problema è stato corretto.

## Fondatori e collaboratori
Tra gli investitori di Clearview si incontra Peter Thiel, un noto "appassionato della sorveglianza" che ha investito $ 200.000 solo nel suo primo finanziamento, insieme a Naval Ravikant, e RIT Capital Partners.
Hoan Ton-That ha lavorato come sviluppatore di software prima di fondare Clearview AI. Ton-That è diventato noto per la prima volta nel 2009, quando ha creato ViddyHo, un sito Web che ha spammato i contatti degli utenti ed è stato descritto come phishing o worm. Ton-That ha negato la creazione di un sito di phishing scaricando la colpa su un bug del software. Ha quindi creato fastforwarded.com, un sito di phishing simile.
Invece, Richard Schwartz - cofondatore di ClearView AI - si è laureato presso la Columbia University e la New York University, in Storia e Scienze Politiche. Ha iniziato la sua carriera lavorando per Henry Stern, quando Stern era membro del Consiglio di New York City. Schwartz ha continuato a lavorare con Stern durante il suo mandato come commissario per i parchi di New York durante l'amministrazione Ed Koch di New York. Schwartz contribuì notevolmente al restauro dei parchi di New York City anni '80 e continuò il servizio pubblico sotto il sindaco David Dinkins. È stato nominato consigliere del sindaco di New York Rudy Giuliani negli anni '90. Schwartz è autore del programma di riforma del welfare "Work Experience Program". Schwartz ha fondato "Opportunity America", un servizio di abbinamento professionale per i beneficiari del welfare, un giorno dopo aver lasciato il servizio pubblico nel 1997. È stato redattore editoriale al New York Daily News negli anni 2000, dove è stato selezionato per tre premi Pulitzer . Ton-That e Schwartz si sono incontrati al Manhattan Institute .
Clearview AI ha assunto Paul Clement, ex avvocato generale ed ex procuratore generale degli Stati Uniti, il quale agisce per contribuire a mitigare i problemi di privacy.
Clearview assunse anche Jessica Medeiros Garrison, la quale gestì la campagna repubblicana del procuratore generale dell'Alabama di Luther Strange, che poi divenne capo consigliere e vice procuratore generale l'anno successivo. Ha citato in giudizio con successo il blogger Roger Shuler per diffamazione legata a lei e Luther Strange. In un caso giudiziario, relativo a violazioni del finanziamento della campagna da parte del senatore democratico dell'Alabama Lowell Barron, gli avvocati di Barron hanno accusato Strange di pagare $ 350.000 a Garrison. Garrison è stato in seguito il direttore dell'Associazione Generale degli Avvocati Repubblicani (RAGA) durante un periodo in cui era coinvolto nell'invio di fondi neri a Luther Strange, restituiti dopo che la transazione venne scoperta, avendo violato il diritto finanziario della campagna dell'Alabama. Garrison ha anche lavorato per Balch & Bingham fino a maggio 2017. Balch & Bingham è uno studio legale strettamente associato alla carriera politica di Jeff Sessions e anche uno dei suoi maggiori donatori.

## Utilizzo da parte di privati cittadini
The New York Times ha descritto l'uso iniziale dell'applicazione Clearview come "un giocattolo segreto per ricchi", descrivendolo come un vantaggio dato ai potenziali investitori nel loro turno di raccolta fondi. Il miliardario John Catsimatidis, amico di Richard Schwartz, lo usò per identificare una persona con cui sua figlia usciva per "assicurarsi che non fosse un poco di buono" e anche in uno dei suoi negozi di alimentari della catena Gristedes, a New York City, per identificare dei taccheggiatori. L'investitore Hal Lambert di Point Bridge Capital ha detto di avere l'applicazione e di averla mostrata ad amici. L'investitore David Scalzo, fondatore di Kirenaga Partners, ha dichiarato che le sue "figlie adolescenti si divertono a giocare con l'app". Doug Leone, un potenziale investitore di Sequoia Capital, ha avuto accesso all'applicazione, accesso revocato dopo che Sequoia Capital ha rifiutato di investire in essa. L'attore e produttore televisivo Ashton Kutcher ha descritto un'app, nel settembre 2019, che probabilmente era Clearview. Dopo aver testato Clearview per la verificarne l'accuratezza, Nicholas Cassimatis è stato autorizzato a continuare a utilizzare l'app e ha descritto la sua performance alle persone presenti "come un trucco da prestigiatore".
Il famoso "re dei troll" di estrema destra Charles C. Johnson aveva un account su Clearview e lo usava. Mike Cernovich aveva twittato una foto di Johnson e Ton-That che cenavano insieme nel 2016.
Tor Ekeland, che fornisce servizi legali a Clearview, è stato elencato come proprietario di un account.
Un account per Palmer Luckey, collegato con Oculus Rift e Anduril Industries, ha effettuato oltre 20 ricerche.

## Utilizzo da parte di forze dell'ordine
Con Clearview si potrebbe caricare un'immagine di qualcuno, e il software trova collegamenti di dove queste persone sono già comparse su internet. Dopo l'Assalto al Campidoglio degli Stati Uniti d'America del 2021 la polizia di Oxford, Alabama ha utilizzato Clearview per trovare gente presente all’assalto. Nell'Aprile 2021, documenti sono stati recuperati per la legge di New York di Libertà d'informazione che dimostravano la cooperazione tra Clearview e la polizia di New York, inizialmente la polizia ha negato l'esistenza di questa cooperazione. In Marzo 2022, il Ministero della difesa (Ucraina) ha cominciato ad usare la tecnologia di Clearview per scoprire agenti Russi ed identificare i morti.  Ton-That ha detto che ha due miliardi di immagini raccolte da piattaforme di interazione sociale VKontakte.

## Utilizzo di Clearview AI durante la pandemia di coronavirus
Il 17 marzo 2020, il Wall Street Journal dichiarò che Clearview AI stava lanciando la propria tecnologia agli stati per l'uso di tracciamento dei contatti per aiutare le gestione della pandemia di coronavirus. The Next Web afferma che questo sforzo offre a Clearview "la possibilità di restaurare la sua reputazione".
L'esperto di cybersecurity, Josephine Wolff, parlò a chiare lettere di Clearview in un editoriale per il New York Times dicendo che "l'impegno del governo degli Stati Uniti con la società di riconoscimento facciale Clearview AI sul monitoraggio per il coronavirus è particolarmente preoccupante - e che - ogni singolo bit prodotto da quella società è pericoloso, invasivo e inutile come lo era prima della diffusione del coronavirus."